# Limenitis thessalia
Limenitis thessalia är en fjärilsart som beskrevs av Felder 1867. Limenitis thessalia ingår i släktet Limenitis och familjen praktfjärilar. Inga underarter finns listade i Catalogue of Life.